# Текстил
Текстил или тканина је еластични материјал састављен од ситних влакана која чине предиво. Предиво се производи тако што се сирова вуна, памук или други материјал упредају и мотају на точак да би се произвели дугачки канапи предива. Текстил се производи мешањем, сецкањем и пресовањем влакна заједно.
У почетку се реч „текстил” односила само на ткани текстил. Међутим, ткање није једини начин производње, и касније су развијене многе друге методе за формирање текстилних структура на основу њихове намене. Плетиво и неткани материјали су друге популарне врсте производње тканина. У савременом свету, текстил задовољава материјалне потребе за разноврсну примену, од једноставне дневне одеће до непробојних јакни, свемирских одела и лекарских матила.
Текстил се дели у две групе: текстил за домаћинство [потрошачки текстил] и технички текстил. У потрошачком текстилу, естетика и удобност су најважнији фактори, док су код техничког текстила функционална својства приоритет.
Геотекстил, индустријски текстил, медицински текстил и многе друге области су примери техничког текстила, док су одећа и намештај примери текстила широке потрошње. Свака компонента текстилног производа, укључујући влакна, предиво, тканину, обраду и завршну обраду, утиче на коначни производ. Компоненте се могу разликовати међу различитим текстилним производима, јер се бирају на основу погодности за намену.
Влакна су најмања компонента тканине; влакна се обично испредају у предиво, а предива се користе за производњу тканина. Влакна имају изглед попут косе и већи однос дужине и ширине. Извори влакана могу бити природни, синтетички или обоје. Технике филцања и везивања директно претварају влакна у тканину. У другим случајевима, предиво се манипулише различитим системима производње тканина да би се произвеле различите конструкције тканине. Влакна се увијају или постављају тако да се направи дугачак, непрекидан прамен предива. Предива се затим користе за прављење различитих врста тканина ткањем, плетењем, хеклањем, плетењем чворова, прављењем чипки или плетеница. Након производње, текстилни материјали се обрађују и довршавају како би додали вредност, као што су естетика, физичке карактеристике и повећана корисност. Производња текстила је најстарија индустријска уметност. Бојење, штампа и вез су различите декоративне уметности примењене на текстилне материјале.

## Историја
Претече данашњег текстила укључује лишће, кору, крзно и филцане тканине.
Бантонска погребна тканина, најстарији постојећи пример варп иката у југоисточној Азији, изложена је у Националном музеју Филипина. Тканину су највероватније правили домородачки азијски народи северозападног Ромблона. Прва одећа, ношена пре најмање 70.000 година, а можда и много раније, вероватно је била направљена од животињске коже и помогла је у заштити раних људи од елемената околине. Временом су људи су научили да ткају биљна влакна у текстил. Откриће обојених ланених влакана у пећини у Републици Грузији која потичу из прериода од 34.000 пре нове ере сугерише да су материјали слични текстилу прављени још у доба палеолита.
Брзина и обим производње текстила измењени су скоро до непрепознатљивости индустријализацијом и увођењем савремених производних техника.

### Текстилна индустрија
Текстилна индустрија је израсла из уметности и заната, а одржавали су је цехови. У 18. и 19. веку, током индустријске револуције, постаје све више механизована. У 20. веку, наука и технологија су биле покретачке снаге.

## Галерија
- Пијаца текстила у Пакистану
- Продавница у Јемену
- Традиционални румунски столњак.
- Антички египатски текстил
- Једноставни текстил под лупом